# Kangtega

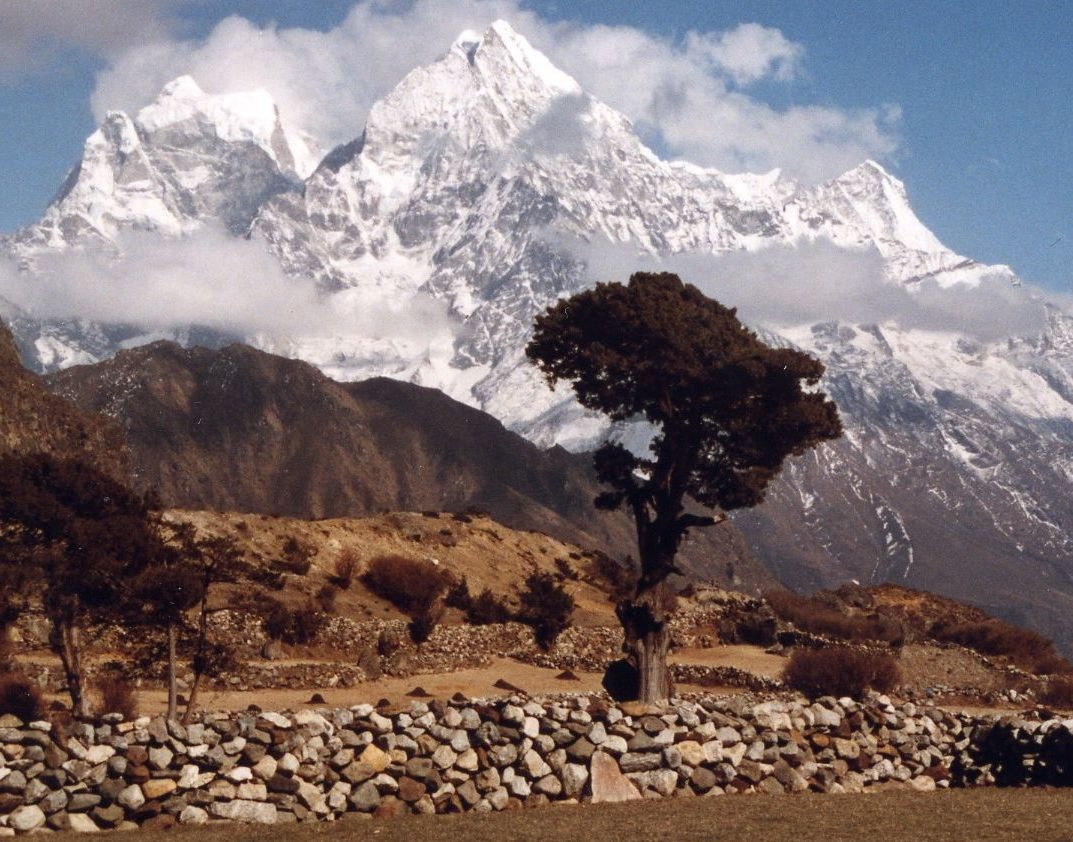
Kangtega

Kangtega, também conhecido como The Snow Saddle, é um pico de uma montanha na Cordilheira do Himalaia no Nepal. Seu cume se eleva a 6 782 metros foi escalado pela  primeira vez em 1964.

## Subidas notáveis
- 1986 Northeast Buttress,escalada em estilo alpino por Jay Smith, Hesse Marcos, Craig e Teare 'Wally' Paulo, em 22-29 outubro.[3]